# Georgina Rodríguez
Georgina Rodríguez Hernández (* 27. Januar 1994 in Buenos Aires) ist ein argentinisch-spanisches Model. Bekannt wurde sie durch ihre Beziehung mit dem portugiesischen Fußballspieler Cristiano Ronaldo. Seitdem ist sie in Reportagen, Modemagazinen und Fernsehsendungen erschienen.

## Leben
Georgina Rodríguez wurde als Tochter eines Argentiniers und einer Spanierin in der argentinischen Hauptstadt Buenos Aires geboren.
Seit ihrer Kindheit begeisterte sie sich für Ballett und Tanz, nahm Unterricht für klassischen Tanz und wurde Teil des Joven Ballet del Pirineo. Nach dem Gymnasium zog Georgina nach Bristol in England und arbeitete als Babysitterin. Nach ihrer Rückkehr nach Spanien 2016 arbeitete sie acht Monate als Angestellte in einer Boutique des Modeunternehmens Gucci in Madrid, in der sie Cristiano Ronaldo kennenlernte, und danach im Prada-Geschäft im Kaufhaus El Corte Inglés.

### Privatleben
Georgina ist seit 2016 mit Cristiano Ronaldo liiert. Sie bekam ihre erste Tochter im November 2017, das vierte Kind des Fußballers. Im April 2022 brachte sie Zwillinge zur Welt; ein Sohn starb kurz nach der Geburt, eine Tochter überlebte.

### Beruflicher Werdegang
Georgina wurde 2017 von der Modelagentur UNO Models unter Vertrag genommen. Im Lauf ihrer Karriere arbeitete sie für Grazia, Men’s Health, Glamour und Yamamay, und war Botschafterin der Bikini-Marke Pretty Little Things. Sie erschien unter anderem auf den Titelbildern von Magazinen wie Vogue oder La Gazzetta dello Sport. Sie war 2018 die Spanierin mit den meisten Abonnenten auf Instagram und begann eine Karriere als Influencerin. In den folgenden Jahren erreichte Georgina über 35 Millionen Abonnenten in sozialen Netzwerken.
Im November 2019 nahm sie an der Gala der MTV Europe Music Awards teil und überreichte einen Preis an die spanische Sängerin Rosalía. Im Februar 2020 debütierte sie als Moderatorin beim Festival della canzone italiana. Im Oktober desselben Jahres entlarvte sich Georgina als eine der Teilnehmerinnen der Antena-3-Sendungen bei The Masked Singer, in denen Persönlichkeiten inkognito auftreten. In diesen Jahren war sie auch als prominenter Gast auf bedeutenden Film- und Musikfestivals wie den Internationalen Filmfestspielen von Venedig in ihrer 75., 77. und 78. Ausgabe oder den Internationalen Filmfestspielen von Cannes in den Jahren 2019 und 2021 vertreten.
Im Februar 2021 debütierte sie als Unternehmerin für ihre eigene Bekleidungsmarke OM By G, deren erstes Produkt am ersten Tag der Markteinführung ausverkauft war. Außerdem ist sie Geschäftsführerin und neben ihrem Partner Cristiano Ronaldo Miteigentümerin des Haartransplantationsunternehmens Insparya Hair Medical Clinic S. L., das einen Umsatz von rund 10,58 Millionen Euro erzielt.
Im April 2021 wurde ihr Engagement bei Netflix bekannt gegeben, um den Dokumentarfilm I am Georgina (Ich bin Georgina) über ihr Leben zu drehen, dessen Aufnahmen im Mai begannen und der auf dem FesTVal in Vitoria-Gasteiz zum ersten Mal gezeigt wurde. Diese Reality-Show wurde am 27. Januar 2022 weltweit auf Netflix veröffentlicht. Die zweite Staffel erschien am 24. März 2023 auf Netflix.